# Григорьев, Игорь Николаевич (футболист)
И́горь Никола́евич Григо́рьев (3 ноября 1951, Москва — 15 сентября 2006, Москва) — советский футболист, нападающий.

## Карьера
Воспитанник ДЮСШ «Спартак» Москва.
За свою карьеру выступал в советских командах «Спартак» (Москва), «Динамо» (Минск), «Пахтакор», «Зенит» (Ижевск), «Москвич»-клубная, «Красный Октябрь» (Москва).Чемпион СССР 1969.  В составе юношеской сборной СССР участвовал в юниорских турнирах УЕФА (1968 и 1969), в том числе в 1969 году стал бронзовым призёром.